# Basinkomst i Schweiz

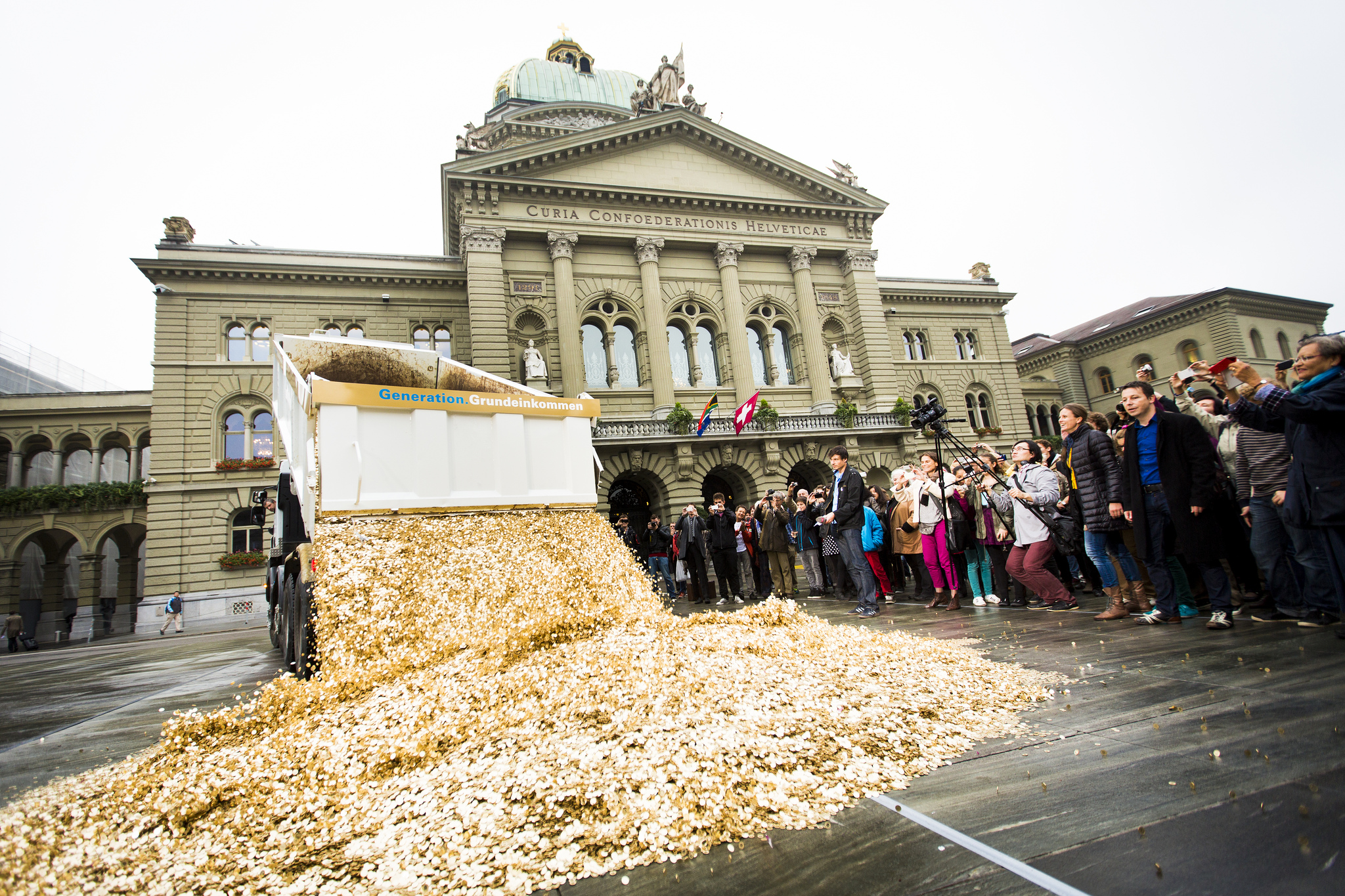
Den 4 oktober 2013 arrangerar aktivisterna i Generation Grundeinkommen en manifestation i Bern. Åtta miljoner mynt tippas ut på torget utanför parlamentet för att symbolisera basinkomst till alla landets invånare. Detta för att fira att insamlandet av 125.000 underskrifter för folkomröstning om basinkomst/medborgarlön.

Basinkomst i Schweiz, i Sverige även kallat medborgarlön, i tyskspråkiga länder oftast grundeinkommen, var under 1990-talet främst en akademisk fråga i Schweiz. Under 2000- och 2010-talet har debatten, liksom i flera andra europeiska länder, dock blivit mer intensiv och 2016 genomfördes en uppmärksammad folkomröstning om basinkomst. Resultatet i folkomröstningen blev negativt, det vill säga en stor majoritet röstade emot förslaget att införa ovillkorlig basinkomst. Framträdande förespråkare är bland andra Enno Schmidt. Organisationer som lobbar för basinkomst i Schweiz är bland andra Géneration-RBI, BIEN-CH och Arbeitsgruppe Bedingungsloses Grundeinkommen.

## Historik
Under 1990-talet var basinkomst en akademisk fråga. Sociologer med flera såg det som ett system med vars hjälp fattigdom och arbetslöshet skulle kunna avhjälpas bättre än med det existerande systemet. Men någon bredare debatt i samhället uppstod inte, snarare möttes idén med tystnad eller åtminstone inte med öppet gillande. Den djupt rotade protestantiska arbetsetiken, idén att små stegvisa reformer är bättre än stora omvälvande, och att basinkomst verkade för utopiskt har i efterhand tolkats som orsaker till bristen på positiv kritik och överhuvudtaget intresse i frågan. Mot den bakgrunden tycktes en mer allmän debatt om idén mycket långt bort. Den mer intensiva debatten i Tyskland under 2000-talets inledning kom dock, från omkring 2004, att åtminstone delvis att spilla över på debatten i Schweiz. Dessutom bildades ett par basinkomstföreningar.

### Årtalshistorik
- 2007:  BIEN-Switzerland anordnar en basinkomstkonferens med tyska och österrikiska basinkomstnätverk samt Attac.
- 2012: Den nationella namninsamlingen för en folkomröstning inleds.[2] Den 27 april äger en TV-debatt rum mellan två förespråkare och två motståndare, i SF Arena.
- 2015: Kommissionen rekommenderar medborgare och kantoner att rösta emot basinkomst i den kommande folkomröstningen.[3]
- 2016: Schweiz folkomröstar om basinkomst i juni. Resultatet blir ett tydligt nej till denna reform, åtminstone i dess radikala form som den presenterats.